# Pseudicyema
Pseudicyema is een geslacht in de taxonomische indeling van de Rhombozoa. Deze minuscule, wormachtige parasieten hebben geen weefsels of organen en bestaan uit slechts enkele tientallen cellen.
Het organisme behoort tot de familie Dicyemidae. Pseudicyema werd in 1933 beschreven door Nouvel.